# NGC 7388
NGC 7388 is een ster in het sterrenbeeld Pegasus. Het hemelobject werd op 11 oktober 1873 ontdekt door de Ierse astronoom Lawrence Parsons.